# Katalanischer Weltatlas

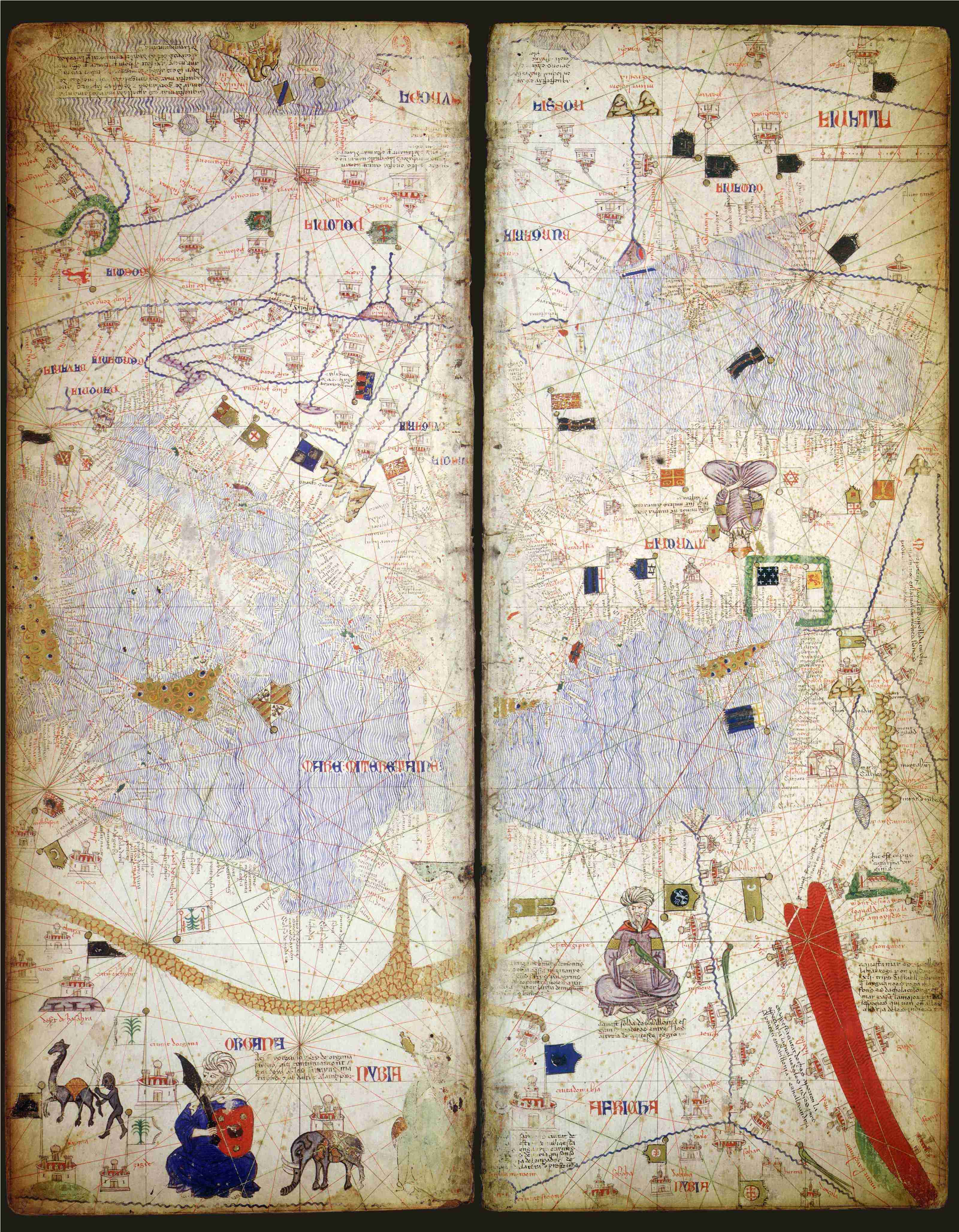
Eines der sechs Doppelbilder des Katalanischen Weltatlas

Der Katalanische Weltatlas ist ein um 1375 in der Kartenwerkstatt von Abraham und Jehuda Cresques auf Mallorca (damals zum Königreich Aragón gehörig) entstandener Portolan-Atlas. Er besteht aus insgesamt sechs Doppelbildern, jeweils 64 cm × 50 cm groß, die die Küsten und Häfen einiger Gegenden mit besonderer Genauigkeit abbilden.
Der Atlas wurde im Jahr 1380 von König Peter IV. von Aragón an den französischen König Karl V. verschenkt. Er wird bis heute in der Französischen Nationalbibliothek in Paris unter der Signatur Espagnol 30 (auch Esp. 30) aufbewahrt.

## Inhalt

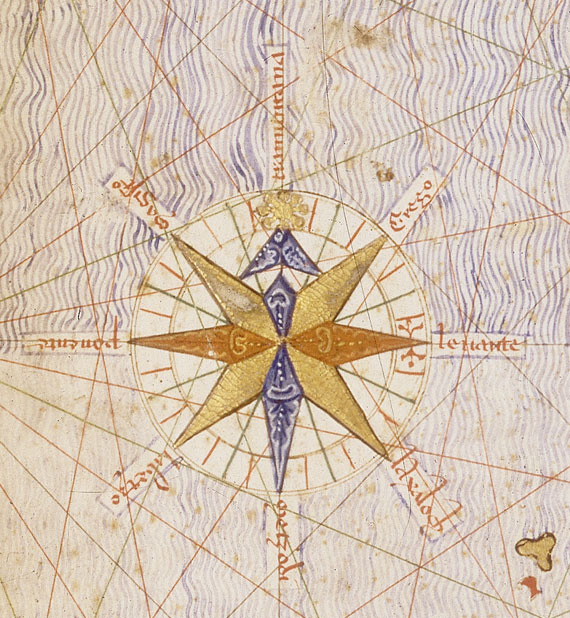
Windrose

Die ersten beiden Blätter enthalten Texte in katalanischer Sprache über Kosmographie, Astronomie und Astrologie. Diese Texte werden von Illustrationen begleitet.
Der Atlas zeigt die damals bekannte Welt vom Atlantik bis nach China. Er basiert auf Informationen, die sich die jüdische Familie Cresques von Seefahrern verschaffte, deren Routen über den Knotenpunkt Mallorca verliefen.
Im Atlantik ist eine Windrose eingezeichnet. Sie gilt als die erste Windrose in einer Weltkarte, d. h. in einer Karte der damals bekannten Welt. Die acht Zacken sind mit Windnamen bezeichnet, z. B. tramuntana für Norden oder levante für Osten. Diese Windnamen waren damals unter Seefahrern die üblichen Bezeichnungen für die Himmelsrichtungen (siehe Windrose der Seefahrer).
Im Atlantik sind einige Phantominseln eingezeichnet.
Der orientalische Teil des Katalanischen Weltatlas enthält zahlreiche religiöse Bezüge sowie eine Synthese aus den mittelalterlichen mappae mundi und der Reiseliteratur jener Zeit, insbesondere Marco Polos Il Milione und Mandevilles Travels and Voyage of Sir John Mandeville. Viele chinesische und indische Städte können identifiziert werden.

## Galerie

Reproduktion des ersten Blattes
Reproduktion des zweiten Blattes
Montage von acht Seiten (drittes bis sechstes Blatt) des ursprünglichen Katalanischen Weltatlas von 1375
Moderne Reproduktion der westlichen Hälfte